# پودگورکی (استان سلیزیا سفلی)

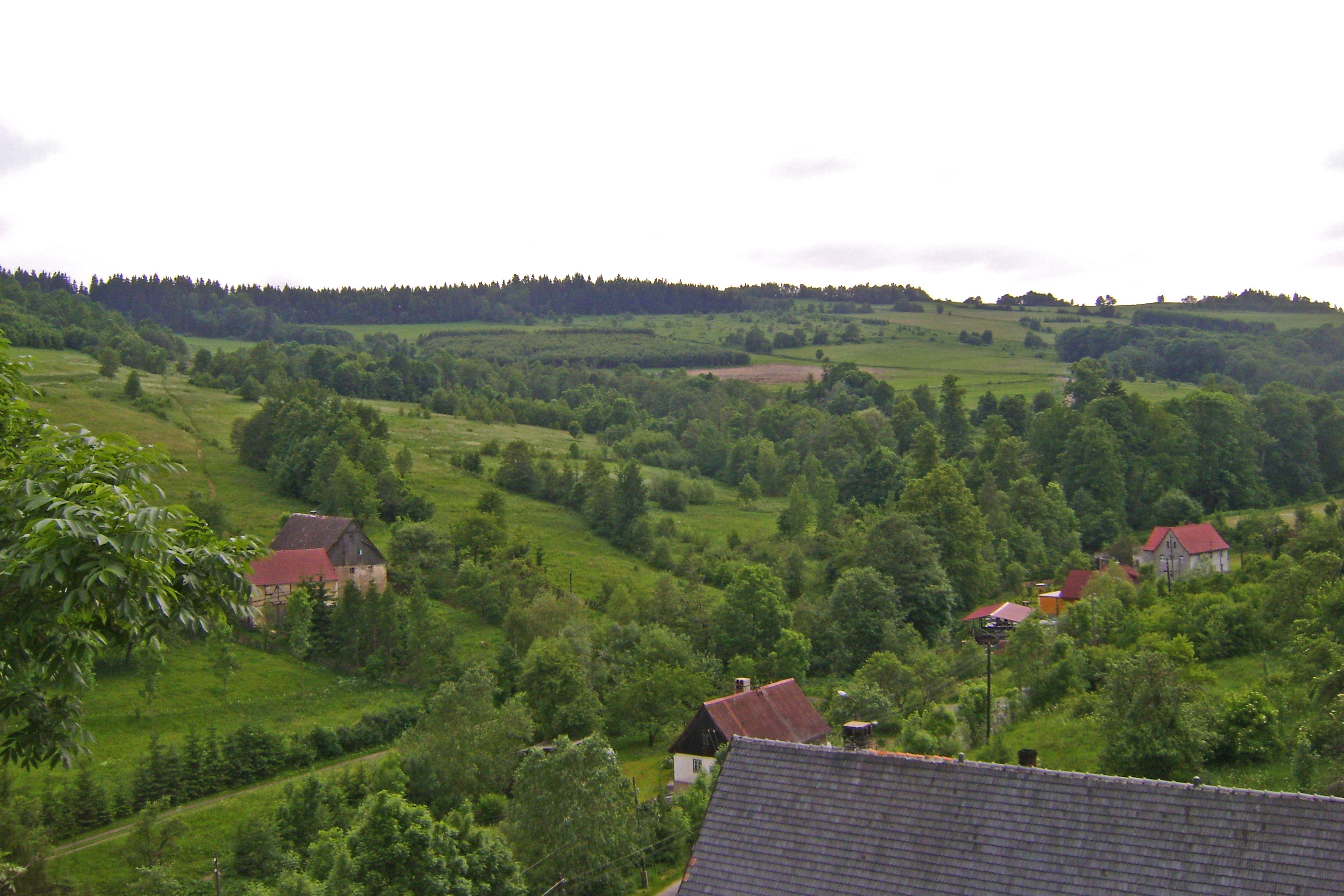
مناطق روستایی پودگورکی

پودگورکی (به لهستانی:  Podgórki) یک روستا در لهستان است که در گمینا شویژاوا واقع شده‌است.